# Левин, Иегуда-Цви
Левин Иегуда-Цви (20 декабря 1852, Яново, Пинского уезда, Минской губернии — 6 ноября 1934, Нью-Йорк) — еврейский детский писатель, педагог.

## Биография
Родился в семье приверженцев хасидизма. Получил традиционное еврейское религиозное образование. В 1885 году приехал для учёбы в Варшаву. После преподавал (до 1906) в еврейских школах в Пинске, Смоленске и Ляховичах.
В 1906 году эмигрировал с семьёй в США, девять лет преподавал в Филадельфии. В 1915 обосновался в Нью-Йорке, где преподавал до выхода на пенсию.
Первая его книга «Ядид йеладим» («Друг детей»), изданная в 1894 году в Варшаве, состояла из рассказов и стихов для детей.